# Phân cấp hành chính Gruzia
Phân cấp hành chính của Gruzia gồm các cộng hoà tự trị (tiếng Gruzia: ავტონომიური რესპუბლიკა, avtonomiuri respublika), vùng (მხარე, mkhare), và khu tự quản (მუნიციპალიტეტი, munits'ipaliteti).
Gruzia là một nhà nước đơn nhất, biên giới được xác định theo pháp luật dựa trên tình hình vào ngày 21 tháng 12 năm 1991. Hai cộng hoà tự trị là Adjara và Abkhazia, song Abkhazia nằm ngoài quyền kiểm soát thực tế của Gruzia. Một thực thể tự trị từ thời Liên Xô khác là Nam Ossetia hiện cũng không nằm trong phạm vi quyền hạn thực tế của Gruzia, và không có vị thế hiến pháp xác định trong sắp xếp lãnh thổ Gruzia.
Lãnh thổ Gruzia hiện được phân thành tổng cộng 76 khu tự quản, trong đó có 12 thành phố tự quản (ქალაქი, k'alak'i), như thủ đô Tbilisi, và 64 cộng đồng (თემი, t'emi). Các khu tự quản nằm ngoài hai cộng hoà tự trị và Tbilisi được nhóm tạm thời thành chín vùng (mkhare): Guria, Imereti, Kakheti, Kvemo Kartli, Mtskheta-Mtianeti, Racha-Lechkhumi và Kvemo Svaneti, Samegrelo-Zemo Svaneti, Samtskhe-Javakheti, và Shida Kartli. Tbilisi được chia thành 10 quận (რაიონი, raioni).
Hai cộng hoà tự trị Abkhazia và Adjara được thành lập trong thời kỳ Liên Xô và được công nhận theo hiến pháp Gruzia hiện hành (thông qua vào năm 1995).
Adjara được chia thành 6 khu tự quản:
1. Thành phố tự quản Batumi, thủ phủ của thực thể;
2. Cộng đồng tự quản Keda;
3. Cộng đồng tự quản Kobuleti;
4. Cộng đồng tự quản Khelvachauri;
5. Cộng đồng tự quản Shuakhevi;
6. Cộng đồng tự quản Khulo.

Do các xung đột quân sự vào năm 1992–1993 và 2008, Gruzia không kiểm soát thực tế đối với Abkhazia, lãnh thổ này tuyên bố độc lập và được Nga cùng vài quốc gia khác công nhận. Gruzia nhìn nhận Abkhazia là cộng hoà tự trị của mình, chính quyền lưu vong của cộng hoà tự trị hiện lưu vong tại Tbilisi, và hiện là một lãnh thổ bị chiếm đóng. Phần lãnh thổ Abkhazia thuộc thung lũng Kodori từng nằm dưới quyền kiểm soát của Gruzia trước chiến tranh với Nga vào năm 2008, trên pháp lý đây là cộng đồng tự quản Azhara. Chính phủ ly khai Abkhazia chia lãnh thổ do họ quản lý thành bảy huyện (raion).
Nam Ossetia có vị thế tỉnh tự trị trong thời kỳ Liên Xô. Sau xung đột quân sự vào năm 1991–1992 và 2008, Gruzia nhìn nhận tỉnh tự trị Nam Ossetia cũ là lãnh thổ bị chiếm đóng. Vị thế của Nam Ossetia không được xác định trong hiến pháp của Gruzia, song có một chính quyền lâm thời Nam Ossetia lưu vong tại Tbilisi. Phần lãnh thổ nằm dưới quyền kiểm soát của Gruzia trước chiến tranh với Nga vào năm 2008 được tổ chức thành bốn khu tự quản, duy trì vị thế pháp lý. Chính phủ ly khai Nam Ossetia chia lãnh thổ do họ quản lý thành bốn huyện (raion).
Pháp luật Gruzia có một khái niệm rằng phân cấp và hệ thống tự trị địa phương cuối cùng sẽ được thiết lập sau khi khôi phục chủ quyền quốc gia tại các lãnh thổ bị chiếm đóng.

Municipalities and regions of Georgia

Các vùng (mkare) được thành lập theo các sắc lệnh của tổng thống từ năm 1994 đến năm 1996, với nền tảng là lâm thời cho đến khi các xung đột ly khai tại Abkhazia và Nam Ossetia được giải quyết. Chúng gần tương đương với các khu vực lịch sử và địa lý chủ yếu theo truyền thống của Gruzia. Một vùng không phải là một đơn vị tự quản; chức năng của nó là phối hợp thông tin của một vài khu tự quản (ngoại trừ các khu tự quản của Adjara và của Tbilisi) với chính phủ trung ương Gruzia. Chính phủ Gruzia được đại diện tại một vùng bởi một quan chức do thủ tướng bổ nhiệm, gọi là uỷ viên nhà nước (სახელმწიფო რწმუნებული), và gọi không chính thức là "thống đốc" (გუბერნატორი).
Theo pháp luật Gruzia, một khu tự quản là một khu dân cư hoặc là một nhóm khu dân cư có ranh giới xác định và tự quản. Có hai loại khu tự quản— 12 thành phố tự quản và 64 cộng đồng tự quản. Các khu tự quản hiện nay được lập ra từ năm 2006 đến năm 2014. Hầu hết các khu tự quản khái quát ranh giới và tên gọi của phân vùng trước đó, gọi là raioni (huyện).